# Jere Lehtinen
Pour les articles homonymes, voir Lehtinen.
Temple de la renommée de l'IIHF : 2018
Temple de la renommée finlandais : 2011
Jere Lehtinen (né le 24 juin 1973 à Espoo en Finlande) est un joueur professionnel de hockey sur glace. Actuellement, Lehtinen est le seul joueur finlandais à avoir remporté à la fois une médaille d'or au championnat du monde et la Coupe Stanley.

## Carrière en club
Jere Lehtinen commence sa carrière de joueur en 1989-90 en jouant dans l'équipe junior de sa ville natale, le Blues Espoo. L'année d'après, il joue également pour l'équipe junior mais passe la majorité de son temps de jeu dans le championnat sénior (I. Divisioona). L'équipe est sacrée championne à la fin de la saison 1992 et va accéder à la plus haute ligue professionnelle de Finlande.
En même temps, Lehtinen est choisi lors du repêchage d'entrée dans la Ligue nationale de hockey en 1992 en troisième ronde (88e choix) par les  North Stars du Minnesota. Il ne rejoint pas de suite l'Amérique du Nord et les patinoires de la LNH et reste jouer dans son pays.
Après une saison avec son équipe formatrice dans la SM-liiga et une désignation dans l'équipe des meilleures recrues de la ligue, il rejoint le TPS Turku. L'équipe finit meilleure équipe de la saison et gagne le Harry Lindbladin muistopalkinto mais n'arrive pas à gagner les séries éliminatoires : le TPS Turku échoue en finale contre le Jokerit Helsinki. Il gagne tout de même cette saison-là, le trophée Raimo-Kilpiö en tant que joueur le plus fair-play de la ligue.
Il fait alors ses débuts dans la LNH pour la saison 1995-1996 avec les North Stars qui sont devenus entre-temps les Stars de Dallas. Il va alors connaître de très bonnes saisons avec les Stars et il gagne le trophée Frank-J.-Selke en tant qu'attaquant avec les meilleures aptitudes défensives à trois reprises (en 1998, 1999 et 2003). Il gagne également avec les Stars, la Coupe Stanley en 1999. Il annonce sa retraite le 8 décembre 2010.

### Récompenses
- SM-liiga
  - 1995 : sélectionné pour le Match des étoiles, gagne le trophée Raimo-Kilpiö et le Harry Lindbladin muistopalkinto.
- Ligue nationale de hockey
  - 1998 : sélectionné pour le 48e Match des étoiles, gagne le trophée Frank-J.-Selke
  - 1999 : gagne le trophée Frank-J.-Selke et la coupe Stanley.
  - 2003 : gagne le trophée Frank-J.-Selke

## Statistiques
| Saison     | Équipe              | Ligue          |     | Saison régulière | Saison régulière | Saison régulière | Saison régulière | Saison régulière |    | Séries éliminatoires | Séries éliminatoires | Séries éliminatoires | Séries éliminatoires | Séries éliminatoires |
| Saison     | Équipe              | Ligue          | PJ  | B                | A                | Pts              | Pun              | PJ               | B  | A                    | Pts                  | Pun                  |                      |                      |
| 1989-1990  | Blues Espoo         | SM-sarja Jr. A | 32  | 23               | 23               | 46               | 6                | 5                | 0  | 3                    | 3                    | 0                    |                      |                      |
| 1990-1991  | Blues Espoo         | SM-sarja Jr. A | 3   | 3                | 1                | 4                | 0                | -                | -  | -                    | -                    | -                    |                      |                      |
| 1990-1991  | Blues Espoo         | SM-sarja Jr. B | 11  | 18               | 14               | 32               | 0                | -                | -  | -                    | -                    | -                    |                      |                      |
| 1990-1991  | Blues Espoo         | I divisioona   | 32  | 15               | 9                | 24               | 12               | -                | -  | -                    | -                    | -                    |                      |                      |
| 1991-1992  | Blues Espoo         | I divisioona   | 43  | 32               | 17               | 49               | 6                | 5                | 2  | 4                    | 6                    | 2                    |                      |                      |
| 1991-1992  | Blues Espoo         | SM-sarja Jr. A | 8   | 5                | 4                | 9                | 2                | -                | -  | -                    | -                    | -                    |                      |                      |
| 1992-1993  | Blues Espoo         | SM-liiga       | 45  | 13               | 14               | 27               | 6                | -                | -  | -                    | -                    | -                    |                      |                      |
| 1993-1994  | TPS Turku           | SM-liiga       | 42  | 19               | 20               | 39               | 6                | 11               | 11 | 2                    | 13                   | 2                    |                      |                      |
| 1994-1995  | TPS Turku           | SM-liiga       | 39  | 19               | 23               | 42               | 33               | 13               | 8  | 6                    | 14                   | 4                    |                      |                      |
| 1995-1996  | K-Wings du Michigan | LIH            | 1   | 1                | 0                | 1                | 0                | -                | -  | -                    | -                    | -                    |                      |                      |
| 1995-1996  | Stars de Dallas     | LNH            | 57  | 6                | 22               | 28               | 16               | -                | -  | -                    | -                    | -                    |                      |                      |
| 1996-1997  | Stars de Dallas     | LNH            | 63  | 16               | 27               | 43               | 2                | 7                | 2  | 2                    | 4                    | 0                    |                      |                      |
| 1997-1998  | Stars de Dallas     | LNH            | 72  | 23               | 19               | 42               | 20               | 12               | 3  | 5                    | 8                    | 2                    |                      |                      |
| 1998-1999  | Stars de Dallas     | LNH            | 74  | 20               | 32               | 52               | 18               | 23               | 10 | 3                    | 13                   | 2                    |                      |                      |
| 1999-2000  | Stars de Dallas     | LNH            | 17  | 3                | 5                | 8                | 0                | 13               | 1  | 5                    | 6                    | 2                    |                      |                      |
| 2000-2001  | Stars de Dallas     | LNH            | 74  | 20               | 25               | 45               | 24               | 10               | 1  | 0                    | 1                    | 2                    |                      |                      |
| 2001-2002  | Stars de Dallas     | LNH            | 73  | 25               | 24               | 49               | 14               | -                | -  | -                    | -                    | -                    |                      |                      |
| 2002-2003  | Stars de Dallas     | LNH            | 80  | 31               | 17               | 48               | 20               | 12               | 3  | 2                    | 5                    | 0                    |                      |                      |
| 2003-2004  | Stars de Dallas     | LNH            | 58  | 13               | 13               | 26               | 20               | 5                | 0  | 0                    | 0                    | 0                    |                      |                      |
| 2005-2006  | Stars de Dallas     | LNH            | 80  | 33               | 19               | 52               | 30               | 5                | 3  | 1                    | 4                    | 0                    |                      |                      |
| 2006-2007  | Stars de Dallas     | LNH            | 73  | 26               | 17               | 43               | 16               | 7                | 0  | 0                    | 0                    | 2                    |                      |                      |
| 2007-2008  | Stars de Dallas     | LNH            | 48  | 15               | 22               | 37               | 14               | 14               | 4  | 4                    | 8                    | 2                    |                      |                      |
| 2008-2009  | Stars de Dallas     | LNH            | 48  | 8                | 16               | 24               | 8                | -                | -  | -                    | -                    | -                    |                      |                      |
| 2009-2010  | Stars de Dallas     | LNH            | 58  | 4                | 13               | 17               | 8                | -                | -  | -                    | -                    | -                    |                      |                      |
| Totaux LNH | Totaux LNH          | Totaux LNH     | 875 | 243              | 271              | 514              | 210              | 108              | 27 | 22                   | 49                   | 12                   |                      |                      |

## Carrière internationale
Il représente la Finlande lors des compétitions suivantes :
- Championnat junior d'Europe
  - 1990 et 1991
- Championnat du monde junior
  - 1991, 1992 et 1993
- Championnat du monde
  -  Médaille d'argent : 1992 et 1994
  -  Médaille d'or : 1995
- Coupe du monde de hockey
  - 1996 : élimination en quart de finale
  -  Médaille d'argent : 2004
- Jeux olympiques d'hiver
  - 2002 : élimination en quart-de-finale
  -  Médaille de bronze : en 1994 à Lillehammer (Norvège), en 1998 à Nagano (Japon) puis en 2010 à Vancouver (Canada).
  -  Médaille d'argent : en  2006 à Turin (Italie)

### Statistiques en équipe nationale
| Année | Équipe       | Compétition |   | PJ | B | A  | Pts | Pun |
| 1990  | Finlande Jr. | CE Jr.      | 6 | 4  | 2 | 6  | 0   |     |
| 1991  | Finlande Jr. | CM Jr.      | 4 | 2  | 0 | 2  | 0   |     |
| 1991  | Finlande Jr. | CE Jr.      | 6 | 5  | 4 | 9  | 6   |     |
| 1992  | Finlande     | CM          | 7 | 1  | 1 | 2  | 0   |     |
| 1992  | Finlande Jr. | CM Jr.      | 7 | 0  | 2 | 2  | 2   |     |
| 1993  | Finlande Jr. | CM Jr.      | 7 | 6  | 8 | 14 | 10  |     |
| 1994  | Finlande     | JO          | 8 | 3  | 0 | 3  | 0   |     |
| 1994  | Finlande     | CM          | 8 | 3  | 5 | 8  | 4   |     |
| 1995  | Finlande     | CM          | 8 | 2  | 5 | 7  | 4   |     |
| 1996  | Finlande     | Coupe M.    | 4 | 2  | 1 | 3  | 0   |     |
| 1998  | Finlande     | JO          | 6 | 4  | 2 | 6  | 2   |     |
| 2002  | Finlande     | JO          | 4 | 1  | 2 | 3  | 2   |     |
| 2004  | Finlande     | Coupe M.    | 6 | 1  | 3 | 4  | 2   |     |
| 2006  | Finlande     | JO          | 8 | 3  | 5 | 8  | 0   |     |
| 2007  | Finlande     | CM          | 7 | 2  | 2 | 4  | 0   |     |
| 2010  | Finlande     | JO          | 6 | 0  | 0 | 0  | 0   |     |